# Agía Varvára (kommunhuvudort)
Agía Varvára är en kommunhuvudort i Grekland.   Den ligger i prefekturen Nomarchía Athínas och regionen Attika, i den sydöstra delen av landet, 5 km väster om huvudstaden Aten. Agía Varvára ligger 29 meter över havet och antalet invånare är 26 550.
Terrängen runt Agía Varvára är kuperad åt nordväst, men åt sydost är den platt. Runt Agía Varvára är det mycket tätbefolkat, med 6 472 invånare per kvadratkilometer. Närmaste större samhälle är Aten, 5,0 km öster om Agía Varvára. Runt Agía Varvára är det i huvudsak tätbebyggt.